# Friera de Valverde
Friera de Valverde is een gemeente in de Spaanse provincie Zamora in de regio Castilië en León met een oppervlakte van 19,93 km². Friera de Valverde telt 177 inwoners (1 januari 2016).

## Demografische ontwikkeling
Bron: INE, 1857-2011: volkstellingen